# Périplo africano
Périplo africano é o nome dado às expedições navais portuguesas que aconteceram nos séculos XV e XVI como parte da estratégia de encontrar uma nova rota marítimo-comercial que ligasse a Europa às Índias (conjunto de terras no oriente) durante o período das grandes navegações. Essa estratégia consistia em dar a volta pelo sul da África para viajar em direção ao oriente (Índias). Nomeada como rota do Cabo, é um resultado da expansão ultramarina de Portugal ao ver-se que com a construção de um estado moderno Portugal tornou-se um pioneiro das navegações.

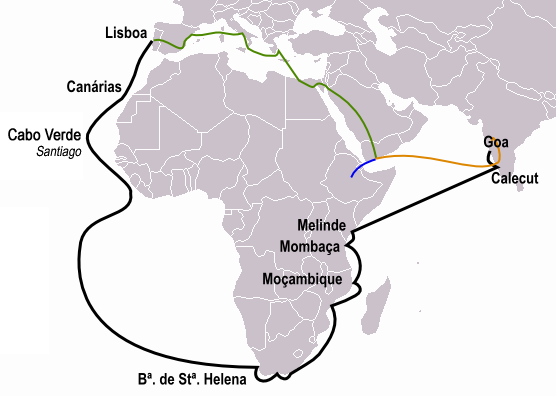
Rota contornando o continente africano.

Dentro do périplo africano temos ainda que ressaltar que Portugal conheceu diversos países que os utilizou como uma fonte de renda para sua economia mercantilista, embora estes não produzissem tanto lucro quanto o Oriente na época. Desde a travessia de Gil Eanes e a chegada das primeiras caravelas no litoral, o comércio do continente africano, que estava praticamente voltado para o interior, utilizando o litoral somente para a pesca, começou a voltar-se para o oceano. Alguns destes países são: Marrocos, Costa de Marfim, Moçambique entre outros.

## Cronologia
Seguindo os passos de Gil Eanes, Nuno Tristão atingiu Cabo Branco em 1441. A ilha de Arguim transformou-se no principal posto comercial para os portugueses, onde cavalos, trigo, tecidos provenientes da Europa eram trocados por ouro, marfim e especiarias. Em 1445, Álvaro Fernandes e Gil Eanes realizaram uma expedição encarregada de explorar a embocadura dos rios Senegal e Cabo Verde, avançando no ano seguinte até Bijagós, arquipélago da costa de Guiné.
Após 1446, os comerciantes portugueses passaram a cobiçar, além das especiarias e metais, os próprios negros de Guiné. Instalados no forte de Arguim, construído em 1449, os portugueses fizeram da Alta Guiné um importante centro de obtenção de seres humanos.
Os portugueses aproveitaram as rotas tradicionais africanas já estabelecidas, favorecendo a penetração para o interior do continente. Rios como Senegal, Cacheu e Gâmbia, que já eram utilizados pelos africanos havia muito tempo, passaram a trazer mercadorias para o litoral. A partir do rio Senegal estabeleceu-se uma rede de trocas com a bacia do Níger, formando um sistema mercantil de rotas fluviais e terrestres que interligava Senegâmbia e o golfo da Guiné.
Entre 1445 e 1460, foi descoberto e explorado o arquipélago de Cabo Verde. Em 1471, os portugueses chegaram a Elmina, posteriormente conhecida como Costa do Ouro, atual Gana. Após uma década, ja haviam erguido sua fortaleza: o Castelo de São Jorge da Mina, onde concentravam todo o negócio do ouro e africanos escravizado. O estuário do Congo foi alcançado por Diogo Cão nesse mesmo ano.
Em 1488, Bartolomeu Dias rodeava o Cabo da Boa Esperança na ponta sul da África, e em 1498 o navegador Vasco da Gama completou o périplo e chegou a Calicute, na Índia. Estava definida a rota do Cabo.